# WaT
WaT (phát âm giống như "What") là nhóm nhạc pop và rock của Nhật Bản bao gồm cặp song ca Wentz Eiji và Koike Teppei. Tên nhóm cũng xuất phát từ tên hai thành viên: Wentz and Teppei.
Hai người gặp nhau lần đầu tiên năm 2002 và sáng tạo nên WaT. Sau đó, họ theo đuổi biểu diễn âm nhạc ngoài đường phố với những chiếc ghi-ta. Đĩa đơn ra mắt "僕のキモチ" (Romaji: Boku no Kimochi, nghĩa tiếng Việt: Cảm xúc của tôi) phát hành vào năm 2005 và sau đó trở thành một hit lớn (đạt vị trí thứ 2 trên bảng xếp hạng danh tiếng nhất của Nhật Bản - Oricon) đưa tên tuổi của WaT phát triển và mang lại danh tiếng không nhỏ cho Wentz và Teppei trong ngành giải trí Nhật Bản. Hiện WaT thuộc quyền quản lý của Burning Production (trước đây là Ever Green Entertainment).
Wentz, người mang trong mình ba dòng máu Nhật-Đức-Mỹ nổi tiếng như một người dẫn chương trình TV, người mẫu, diễn viên, đại sứ cho các thương hiệu tại Nhật. Trong khi Teppei cũng nổi tiếng như một diễn viên và nhạc công chơi kèn harmonica, guitar và ukulele (ghi-ta Ha-oai).

## Thành viên

### Wentz Eiji
- Tên đầy đủ: ウエンツ瑛士 (Romaji: Uentsu Eiji / Wentz Eiji - Anh Sĩ)
- Sinh nhật: 8/10/1985

### Koike Teppei
- Tên đầy đủ: 小池徹平 (Romaji: Koike Teppei - Tiểu Trì Triệt Bình)
- Sinh nhật: 5/1/1986

## Lịch sử
2002
- Wentz và Teppei gặp nhau (tháng 3) và trở thành bạn thân thiết. Từ đó, từ sau Tuần lễ vàng, hầu như ngày chủ nhật nào, cả hai đều trình diễn với đàn guitar trên các đường phố của công viên Yoyogi.
- Sau kì nghỉ hè, hai anh bắt đầu hát những sáng tác của riêng mình và bắt đầu nhận được nhiều lời mời ở các lễ hội của trường.

2003
- 18/11: Nhóm WaT chính thức được thành lập.
- Vào tháng 12, hơn 1000 khán giả đã tụ hợp về xem buổi biểu diễn của hai anh, giao thông khi đó trở nên hỗn loạn và thật may mắn là buổi biểu diễn đó đã thành công tốt đẹp.

2004
- Phát hành single CD đầu tay Sotsugyou Time vào 18/02.
- Sau đó, hai anh nhận được rất nhiều lời mời biểu diễn trực tiếp ở các lễ hội trong khu vực.
- Fanclub chính thức "So WaT?" được thành lập.
- Vào tháng 5, cả hai tổ chức buổi trình diễn trực tiếp lần đầu tiên Entertainment Show Vol.1 (sau đó là Vol 2, Vol 3...)

2005
- Ký kết với hãng đĩa Universal Music.
- Phát hành single Boku no Kimochi vào 02/11. Single này bất ngờ đạt được hạng 2 trong bảng xếp hạng Oricon - bảng xếp hạng danh giá của Jpop.
- Ngày 31/12, trong chương trình Kohaku Uta Gassen thứ 56 của đài NHK, WaT đã xuất hiện lần đầu tiên trên Kohaku (khi đó WaT trình diễn bài hát Boku no Kimochi). Ở đây, WaT đánh dấu một kỉ lục mà chưa ai phá được: "Thời gian từ khi phát hành sản phẩm major debut đến khi biểu diễn trên Kohaku ngắn nhất" (1 tháng 29 ngày).

2006
- Phát hành single thứ 2 Go senchi vào ngày 25/01.
- Phát hành album đầu tay Sotsugyou Time: Bokura no Hajimari vào ngày 01/03.
- Phát hành single thứ 3 Hava Rava vào ngày 02/08.
- Làm live tour WaT Entertainment Show 2006 Act Vol 4.
- Phát hành bài hát cổ động Ready Go vào ngày 01/11.
- Là người ủng hộ chính thức của Giải Bóng chuyền Thế giới năm 2006.
- Phát hành single thứ 4 Bokura no Love Story vào ngày 06/12.
- Nhận giải thưởng Golden Arrow lần thứ 43 với hạng mục Nghệ sĩ triển vọng.
- Nhận giải thưởng Jappan Golden Dics lần thứ 20 với hạng mục Nghệ sĩ mới của năm.
- Nhận giải thưởng Best Hit Song Festival lần thứ 39 với hạng mục Nghệ sĩ triển vọng.
- Nhận giải thưởng Japan Cable lần thứ 39 với hạng mục Nghệ sĩ mới của năm.
- Xuất hiện lần thứ 2 trong chương trình Kohaku Uta Gassen lần thứ 57 của đài NHK (lúc đó WaT trình diễn ca khúc Go senchi).
- Phát hành DVD phim My favorite girl vào ngày 20/12.

2007
- Teppei phát hành single solo đầu tay Kimi ni Okuru Uta vào ngày 14/02 với bên cạnh là bài Lucky de Happy của Wentz.
- Wentz phát hành single solo đầu tay Awaking Emotion 8/5 vào ngày 25/04 với bên cạnh là bài My brand new way của Teppei.
- Xuất hiện lần thứ 3 trong chương trình Kohaku Uta Gassen lần thứ 58 của đài NHK (lúc đó WaT trình diễn ca khúc Awaking Emotion 8/5, Kimi ni Okuru Uta, Boku no Kimochi).

2008
- Tổ chức live tour WaT WEBCAM TOUR 2008 trên toàn quốc, đã tổ chức 10 buổi diễn trên 6 thành phố, từ 07/05 đến 31/05.
- Xuất hiện lần thứ 4 trong chương trình Kohaku Uta Gassen lần thứ 59 của đài NHK (lúc đó WaT trình diễn ca khúc 36℃).

2010
- Phát hành hai đĩa đơn là Kimi ga Boku ni Kiss wo Shita (28/07) và 24/7 ~ Mou Ichido (08/09).

2011
- Thông báo tạm ngừng hoạt động. Cả hai không hoạt động như một ca sĩ, Wentz hoạt động dưới cương vị là một MC, đại sứ thương mại, còn Teppei là một diễn viên.

2015
- Thông báo hoạt động trở lại vào tháng 2.
- Ngày 06/12, trong buổi Kỉ niệm 10 năm thành lập, dưới sự tham gia của hơn 1800 fan, WaT đã thông báo sẽ phát hành album mới vào ngày 10/02/2016, sau đó ngày 11/02/2016 là buổi bắt tay lần cuối cùng với fan, chính thức tan rã và hoạt động solo

2016
- Phát hành album cuối cùng Sotsugyou BEST cùng bài hát mới Hajimari no Toki (10/02).
- Buổi bắt tay lần cuối cùng với fan tại New Pier Hall (11/02) và chính thức hoạt động solo.
- 12/02: Lần xuất hiện cuối cùng với tư cách WaT trong Music Station của TV Asahi, WaT trình diễn hai ca khúc: Boku no Kimochi và Hajimari no Toki.

### Sự cố
- 2005, trong chương trình Kohaku Uta Gassen lần thứ 56, khi hai anh đang trình diễn bài hát Boku no Kimochi, đàn Teppei bị đứt một dây, khi đến đoạn điệp khúc thì micro của hai anh bất ngờ đổ nhào, và hai anh bắt buộc phải hát bằng giọng thô (không có micro trợ giúp) khoảng 9 giây, tuy vậy, hai anh không nao núng, dành cho nhau một nụ cười thật tươi và hoàn thành bài hát một cách hoàn hảo trong sự táng thưởng của mọi người.
- 2006, trong chương trình Kohaku Uta Gassen lần thứ 57, thang máy đi từ sân khấu đến hậu trường bị dừng đột ngột, làm cho hai anh bị mắc kẹt trong thang máy và làm chậm chương trình.

## Danh sách đĩa nhạc

### Đĩa đơn
| STT | Tựa đề tiếng Nhật           | Romaji                         | Dịch nghĩa                      | Ngày phát hành | Track list | Vị trí cao nhất trên Oricon | Ghi chú                                                                        | Album                               |
| --- | --------------------------- | ------------------------------ | ------------------------------- | -------------- | --- | --------------------------- | ------------------------------------------------------------------------------ | ----------------------------------- |
| 1   | 僕のキモチ                  | Boku no Kimochi                | Cảm xúc của anh                 | 2/11/2005      | 1. 僕のキモチ (Boku no Kimochi) *Nhạc và lời: WaT *Phối khí: Kiyo Komatsu, Yasuaki Maeshima 2. あの日 (Ano Hi) *Nhạc và lời: Koike Teppei *Phối khí: Kiyo Komatsu 3. 僕のキモチ (Boku no Kimochi) <Instrumental> 4. あの日 (Ano Hi) <Instrumental>                                                                           | 2                           | Series nhạc trong Movie My favorite girl có sự tham gia của WaT                | Sotsugyou TIME ~ Bokura no Hajimari |
| 2   | 5センチ。                   | Go Senchi.                     | 5 cm.                           | 25/1/2006      | 1. 5センチ。(Go senchi) *Nhạc và lời: WaT *Phối khí: Daisuke Kahala 2. 僕らの居場所 (Bokura no Ibasho) *Lời: WaT *Nhạc: WaT, Naoki Tanaka *Phối khí: WaT, Yasuaki Maeshima 3. 5センチ。(Go senchi) <Instrumental> 4. 僕らの居場所 (Bokura no Ibasho) <Instrumental>                                                          | 2                           | Series nhạc trong Movie My favorite girl có sự tham gia của WaT                | Sotsugyou TIME ~ Bokura no Hajimari |
| 3   | Hava Rava                   |                                |                                 | 2/8/2006       | 1. Hava Rava *Nhạc và lời: WaT 2. 初めて海を見た時には (Hajimete Umi wo Mita Toki ni wa) *Nhạc và lời: WaT 3. Hava Rava <Instrumental> 4. 初めて海を見た時には (Hajimete Umi wo Mita Toki ni wa) <Instrumental> | 4                           | Series nhạc trong Movie My favorite girl có sự tham gia của WaT                | WaT Collection                      |
| 4   | Ready Go!                   |                                |                                 | 1/11/2006      | 1. Ready Go! *Nhạc: Curious K *Lời: WaT *Phối khí: Daisuke Kahala 2. More *Nhạc và lời: WaT *Phối khí: Keiji Tanabe 3. Ready Go! <Instrumental> 4. More <Instrumental> 5. Ready Go! <Piano & A.Guitar Ver.> (Limited Edition) 6. Ready Go! <E.Guitar Ver.> (Limited Edition) 7. Ready Go! <Music Box Ver.> (Limited Edition) | 1                           | Bài hát chủ đề giải Bóng chuyền Thế giới 2006 tại Nhật Bản                     | WaT Collection                      |
| 5   | ボクラノLove Story          | Bokura no Love Story           | Tình yêu của chúng ta           | 6/12/2006      | 1. ボクラノLove Story (Bokura no Love Story) *Nhạc và lời: WaT 2. 自転車 (Jitensha) *Nhạc và lời: WaT 3. ボクラノLove Story (Bokura no Love Story) <Instrumental> 4. 自転車 (Jitensha) <Instrumental> 5. 僕のキモチ (Boku no Kimochi) <Music Box Ver.> (Limited Edition)                                                     | 4                           | Series nhạc trong Movie My favorite girl có sự tham gia của WaT                | WaT Collection                      |
| 6   | 夢の途中                    | Yume no Tochuu                 | Ở giữa giấc mơ                  | 16/1/2008      | 1. 夢の途中 (Yume no Touchuu) *Nhạc và lời: WaT 2. TOKIMEKI☆DooBeeDoo(e2) *Nhạc và lời: Otake Roman 3. 夢の途中 (Yume no Touchuu) <Instrumental> 4. TOKIMEKI☆DooBeeDoo <Instrumental> | 4                           | Bài hát quảng cáo cho e2 của SKY PerfecTV!                                     | Sotsugyou BEST                      |
| 7   | 時を越えて~Fantastic World~ | Toki wo Koete: Fantastic World | Vượt thời gian: Fantastic World | 23/4/2008      | 1. 時を越えて〜Fantastic World〜 (Toki wo Koete ~ Fantastic World) *Nhạc và lời: WaT 2. 花咲けば (Hana Sakeba) *Nhạc và lời: WaT 3. 時を越えて〜Fantastic World〜 (Toki wo Koete ~ Fantastic World) <Instrumental> 4. 花咲けば (Hana Sakeba) <Instrumental>                                                                  | 8                           | Bài hát quảng cáo cho "Fantasic World" của Universal Studio Japan vào năm 2008 | Sotsugyou BEST                      |
| 8   | 36℃                         |                                |                                 | 29/10/2008     | 1. 36℃ *Nhạc và lời: WaT 2. 青春の輝き (Seishun no Kagayaki) *Nhạc và lời: WaT 3. 36℃ <Instrumental> 4. 青春の輝き (Seishun no Kagayaki) <Instrumental> 5. 潮騒の午後 (Shiosai no Gogo) (Bonus track) *Nhạc và lời: WaT | 5                           |                                                                                | Sotsugyou BEST                      |
| 9   | 君が僕にKissをした          | Kimi ga boku ni kiss wo shita  | Và em đã hôn anh                | 29/7/2010      | 1. 君が僕にKissをした (Kimi ga Boku ni Kiss wo Shita) *Nhạc: Iwata Hidetoshi *Lời: WaT *Phối khí: Tomoji Sogawa 2. I wish *Nhạc: Yusuke Itagaki *Lời: WaT *Phối khí: Junichi Hoshino 3. 君が僕にKissをした (Kimi ga Boku ni Kiss wo Shita) <Instrumental> 4. I wish <Instrumental>                                           | 5                           |                                                                                | Sotsugyou BEST                      |
| 10  | 24/7〜もう一度〜            | 24/7~Mou ichido~               | 24/7: Một lần nữa               | 8/9/2010       | 1. 24/7〜もう一度〜 (24/7 ~ Mou Ichido) *Nhạc: Okuma Chie *Lời: WaT *Phối khí: Tomoji Sogawa 2. 君といられたら (Kimi to Iraretara) *Nhạc: Yusuke Itagaki *Lời: WaT *Phối khí: Junichi Hoshino | 3                           |                                                                                | Sotsugyou BEST                      |

### Album
| STT | Tựa đề tiếng Nhật         | Romaji                             | Dịch nghĩa                                  | Ngày phát hành | Track list | Vị trí cao nhất trên Oricon |
| --- | ------------------------- | ---------------------------------- | ------------------------------------------- | -------------- | --- | --------------------------- |
| 1   | 卒業TIME ~僕らのはじまり~ | Sotsugyou Time: Bokura no Hajimari | Thời gian tốt nghiệp: Khởi đầu của chúng ta | 1/3/2006       | 1. 僕のキモチ (Boku no Kimochi) 2. 前進 (Zenshin) 3. 卒業TIME (Sotsugyou TIME) 4. Answer 5. 5センチ。(Go senchi) 6. はだか (Hadaka) - Wentz Eiji *Nhạc và lời: Wentz Eiji 7. I will get a dream - Koike Teppei *Nhạc và lời: Koike Teppei 8. 夏日 (Natsubi) 9. 道標 (Michishirube) 10. はじめの一歩〜約束〜 (Hajime no Ippo 〜 Yakusoku 〜) 11. オトナシ (Otonashi) 12. Wentz TIME (bonus track) 13. Teppei TIME | 2                           |
| 2   | WaT Collection            |                                    |                                             | 28/11/2007     | 1. Ready Go! 2. 夏日 (Natsubi) 3. 僕のキモチ (Boku no Kimochi) 4. 自転車 (Jitensha) 5. 僕らの居場所 (Bokura no Ibasho) 6. reStart 7. 5センチ。(Go senchi) 8. I will get a dream 9. 初めて海を見た時には (Hajimete Umi wo Mita Toki ni wa) 10. はだか (Hadaka) 11. Hava Rava 12. 卒業TIME (Sotsugyou TIME) 13. あの日 (Ano Hi) 14. ボクラノLove Story (Bokura no Love Story) 15. Awaking Emotion 8/5 - Wentz Eiji (bonus track) 16. 君に贈る歌 (Kimi ni Okuru Uta) - Koike Teppei (bonus track)                                                                      | 4                           |
| 3   | 卒業BEST                  | Sotsugyou Best                     | Tốt nghiệp BEST                             | 10/02/2016     | 1. 卒業TIME (Sotsugyou TIME) 2. 僕のキモチ (Boku no Kimochi) 3. 5センチ。(Go senchi) 4. Hava Rava 5. Ready Go! 6. ボクラノLove Story (Bokura no Love Story) 7. 夢の途中 (Yume no Touchuu) 8. TOKIMEKI☆DooBeeDoo 9. 時を越えて〜Fantastic World〜 (Toki wo Koete ~ Fantastic World) 10. 36℃ 11. 君が僕にKissをした (Kimi ga Boku ni Kiss wo Shita) 12. 24/7〜もう一度〜 (24/7 ~ Mou Ichido) 13. はじまりの時 (Hajimari no Toki) *Nhạc và lời: WaT 14. Awaking Emotion 8/5 - Wentz Eiji (bonus track) 15. 君に贈る歌 (Kimi ni Okuru Uta) - Koike Teppei (bonus track) | 7                           |

### Indie CD
| STT | Tựa đề tiếng Nhật | Romaji         | Dịch nghĩa           | Ngày phát hành | Track list | Vị trí cao nhất trên Oricon |
| --- | ----------------- | -------------- | -------------------- | -------------- | --- | --------------------------- |
| 1   | 卒業TIME          | Sotsugyou Time | Thời gian tốt nghiệp | 18/2/2004      | 1. Intro 2. 卒業TIME (Sotsugyou TIME) 3. outro 4. Wentz TIME 5. Interlude: And 6. Teppei TIME 7. 卒業TIME (Sotsugyou TIME) <Instrumental> 8. Wentz TIME <Instrumental> 9. Teppei TIME <Instrumental> | 67                          |

### DVD
| STT | Tựa đề                                                    | Ngày phát hành |
| --- | --------------------------------------------------------- | -------------- |
| 1   | My Favorite Girl-the movie-                               | 20/12/2006     |
| 2   | WaT Entertainment Show 2006 Act "do" Live Vol.4           | 26/4/2006      |
| 3   | WaT Music Video Collection                                | 28/5/2008      |
| 4   | WaT Live Tour 2008"凶×小吉＝大吉TOUR"＠日比谷野外大音楽堂 | 30/7/2008      |

### Trên các phương tiện truyền thông khác
- Tạp chí Oricon Style (11/2005 - 2006/ 3 phần)
- Manga My Favorite Girl- Mari Fujimura (20/12/2006)
  - Chap 1: Boku no Kimochi
  - Chap 2: Go senchi
  - Chap 3: Hava Rava
  - Chap 4: My Favorite Girl (Bokura no Love Story).
- Manga Bokura no Ibasho - Aya Nakahara (02/2007) về Teppei.

## Liên kết
- Trang web chính thức của WaT (Đã ngừng cập nhật tin tức mới từ 1/4/2016)
- Trang web chính thức của Wentz
- Trang web chính thức của Teppei.
- Trang web của WaT trang UMG Japan